# هوت سبرينغز (أركنساس)
هوت سبرينغز (بالإنجليزية: Hot Springs Village CDP, Arkansas)‏ هي قرية تقع بولاية أركنساس في الولايات المتحدة. تبلغ مساحتها 105.998 كم2، وترتفع عن سطح البحر 239 م، بلغ عدد سكانها 12,807 نسمة في عام 2010 حسب إحصاء مكتب تعداد الولايات المتحدة وتصل الكثافة السكانية فيها 120.8 نسمة لكل كيلومتر مربع (312.9/ميل2).

## التركيبة السكانية
حدّد مكتب تعداد الولايات المتحدة بيانات التركيبة السكانية لهوت سبرينغز في تعداد الولايات المتحدة. في ما يلي، التركيبة السكانية حسب تعدادي 2000 و2010.

### تعداد عام 2000
بلغ عدد سكان هوت سبرينغز 8,397 نسمة بحسب تعداد عام 2000، وبلغ عدد الأسر 4,295 أسرة وعدد العائلات 3,222 عائلة مقيمة في القرية. في حين سجلت الكثافة السكانية 79.2 نسمة لكل كيلومتر مربع (205.1/ميل2). وبلغ عدد الوحدات السكنية 5,121 وحدة بمتوسط كثافة قدره 48.3 لكل كيلومتر مربع (125.1/ميل2).
وتوزع التركيب العرقي للقرية بنسبة 97.98% من البيض و0.94% من الأمريكيين الأفارقة و0.14% من الأمريكيين الأصليين و0.19% من الأمريكيين ذوي الأصول الآسيوية و0.20% من الأعراق الأخرى و0.55% من عرقين مختلطين أو أكثر و1.01% من الهسبانيون أو اللاتينيون من أي عرق.
بلغ عدد الأسر 4,295 أسرة كانت نسبة 7.6% منها لديها أطفال تحت سن الثامنة عشر تعيش معهم، وبلغت نسبة الأزواج القاطنين مع بعضهم البعض 71.5% من أصل المجموع الكلي للأسر، ونسبة 2.8% من الأسر كان لديها معيلات من الإناث دون وجود شريك، بينما كانت نسبة 0.7% من الأسر لديها معيلون من الذكور دون وجود شريكة وكانت نسبة 25% من غير العائلات. تألفت نسبة 23.1% من أصل جميع الأسر من عدة أفراد يعيشون في نفس المنزل ونسبة 18.4% كانت تتألف من شخص يعيش بمفرده يبلغ من العمر 65 عاماً أو أكثر. وبلغ متوسط حجم الأسرة المعيشية 1.94، أما متوسط حجم العائلات فبلغ 2.22.
بلغ العمر الوسطي للسكان 67.1 عاماً. وكانت نسبة 6.6% من القاطنين تحت سن الثامنة عشر، وكانت نسبة 1.7% بين الثامنة عشر والرابعة والعشرين عاماً، ونسبة 8% كانت واقعةً في الفئة العمرية ما بين الخامسة والعشرين والرابعة والأربعين عاماً، ونسبة 27.2% كانت ما بين الخامسة والأربعين والرابعة والستين، ونسبة 55.8% كانت ضمن فئة الخامسة والستين عاماً فما فوق. يوجد لكل 100 أنثى 89.1 ذكر، ويوجد لكل 100 أنثى في الثامنة عشر من عمرها فما فوق 88.3 ذكر.
بلغ متوسط دخل الأسرة في القرية 40,296 دولارًا، أما متوسط دخل العائلة فبلغ 46,366 دولارًا. وكان متوسط دخل الذكور 32,212 دولارًا مقابل 19,053 دولارًا للإناث. وسجل دخل الفرد الخاص بالقرية 23,246 دولارًا. وكانت نسبة 2% من العائلات ونسبة 2.6% من السكان تحت خط الفقر، وكان من هؤلاء نسبة 6.5% تحت سن الثامنة عشر ونسبة 1.6% في الخامسة والستين من العمر وما فوق.

### تعداد عام 2010
بلغ عدد سكان هوت سبرينغز 12,807 نسمة بحسب تعداد عام 2010، وبلغ عدد الأسر 6,593 أسرة وعدد العائلات 4,759 عائلة مقيمة في القرية. في حين سجلت الكثافة السكانية 120.8 نسمة لكل كيلومتر مربع (312.9/ميل2). وبلغ عدد الوحدات السكنية 7,963 وحدة بمتوسط كثافة قدره 75.1 لكل كيلومتر مربع (194.5/ميل2).
وتوزع التركيب العرقي للقرية بنسبة 97.04% من البيض و1.13% من الأمريكيين الأفارقة و0.16% من الأمريكيين الأصليين و0.38% من الأمريكيين ذوي الأصول الآسيوية و0.02% من سكان جزر المحيط الهادئ و0.43% من الأعراق الأخرى و0.84% من عرقين مختلطين أو أكثر و1.54% من الهسبانيون أو اللاتينيون من أي عرق.
بلغ عدد الأسر 6,593 أسرة كانت نسبة 7.5% منها لديها أطفال تحت سن الثامنة عشر تعيش معهم، وبلغت نسبة الأزواج القاطنين مع بعضهم البعض 67.5% من أصل المجموع الكلي للأسر، ونسبة 3.5% من الأسر كان لديها معيلات من الإناث دون وجود شريك، بينما كانت نسبة 1.2% من الأسر لديها معيلون من الذكور دون وجود شريكة وكانت نسبة 27.8% من غير العائلات. تألفت نسبة 24.7% من أصل جميع الأسر من عدة أفراد يعيشون في نفس المنزل ونسبة 18.9% كانت تتألف من شخص يعيش بمفرده يبلغ من العمر 65 عاماً أو أكثر. وبلغ متوسط حجم الأسرة المعيشية 1.93، أما متوسط حجم العائلات فبلغ 2.23.
بلغ العمر الوسطي للسكان 67.3 عاماً. وكانت نسبة 6.8% من القاطنين تحت سن الثامنة عشر، وكانت نسبة 2.1% بين الثامنة عشر والرابعة والعشرين عاماً، ونسبة 7.1% كانت واقعةً في الفئة العمرية ما بين الخامسة والعشرين والرابعة والأربعين عاماً، ونسبة 27% كانت ما بين الخامسة والأربعين والرابعة والستين، ونسبة 57% كانت ضمن فئة الخامسة والستين عاماً فما فوق. وتوزع التركيب الجنسي للسكان بنسبة 47.3% ذكور و52.7% إناث.